# Meczet al-Mu’allak
Meczet al-Mu’allak (arab. المسجد المعلق) – meczet na Starym Mieście Akki, na północy Izraela.

## Historia
Pierwotnie w miejscu tym znajdowała się synagoga Ramchal. W 1758 roku beduiński władca miasta, Zahir al-Umar zajął synagogę i przebudował ją na meczet al-Mu’allak. Żydzi otrzymali wówczas jako rekompensatę budynek położony na północ od meczetu. Meczet znajduje się w centrum Starego Miasta Akki. W 1950 roku wyburzono grożący zawaleniem stary minaret. Na jego podstawie w 2000 roku wzniesiono nowy, dużo mniejszy minaret.

## Architektura
Budynek meczetu jest ustawiony prostopadle do ulicy, przez co jest prawie niezauważalny dla przechodniów. O jego istnieniu informuje jedynie minaret i perspektywiczny widok kopuły meczetu. Wejście do meczetu jest pod podstawą minaretu. Schody prowadzą na dziedziniec, który znajduje się na poziomie podwyższonym o 2 metry nad ulicę. Z kwadratowego dziedzińca można wejść do meczetu, minaretu lub na ganek dachu. Sala modlitewna ma kształt kwadratu. Jest ona przykryta dużą kopułą. Do sali modlitwenej przylegają dwa mniejsze pomieszczenia ze sklepieniem krzyżowym.